# Prima Lega 1959-1960 (calcio)
La Prima Lega 1959-1960, campionato svizzero di terza serie, si concluse con la vittoria del Martigny-Sports.

## Regolamento
Scopo del torneo è quello di ottenere due promozioni e quattro retrocessioni.
Torneo svolto in due fasi: la prima fase vede le 36 squadre partecipanti suddivise, con criterio regionale, in tre gironi composti da 12 squadre ciascuno, in cui le prime classificate di ogni girone, si affrontano nella fase finale, in un minitorneo a tre, per stabilire le due squadre promosse in Lega Nazionale B. Le ultime tre squadre di ciascun girone vengono retrocesse direttamente in Seconda Lega. Per stabilire la quarta retrocessione si ricorre (fase finale) ad un minitorneo a tre, in cui partecipano le squadre penultime classificate di ogni girone. La prima fase vede le squadre impegnate in gare di andata e ritorno, mentre la fase finale prevede incontri in gare unica.

## Girone ovest

### Classifica finale
|  | Pos. | Squadra        | Pt | G  | V  | N | P  | GF | GS | DR  |
|  | ---- | -------------- | -- | -- | -- | - | -- | -- | -- | --- |
|  | 1.   | Martigny       | 34 | 22 | 15 | 4 | 3  | 56 | 24 | +32 |
|  | 2.   | Versoix        | 28 | 22 | 13 | 2 | 7  | 59 | 44 | +15 |
|  | 3.   | Sierre         | 27 | 22 | 12 | 3 | 7  | 54 | 47 | +7  |
|  | 4.   | Soletta        | 25 | 22 | 11 | 3 | 8  | 56 | 37 | +19 |
|  | 5.   | Étoile Carouge | 24 | 22 | 11 | 2 | 9  | 54 | 51 | +3  |
|  | 6.   | Stade Payerne  | 23 | 22 | 10 | 3 | 9  | 37 | 56 | -19 |
|  | 7.   | Forward Morges | 20 | 22 | 7  | 6 | 9  | 41 | 45 | -4  |
|  | 8.   | Monthey        | 19 | 22 | 7  | 5 | 10 | 47 | 44 | +3  |
|  | 9.   | Malley         | 18 | 22 | 5  | 8 | 9  | 34 | 43 | -9  |
|  | 10.  | Bözingen 34    | 18 | 22 | 7  | 4 | 11 | 40 | 57 | -17 |
|  | 11.  | Bienne-Boujean | 15 | 22 | 6  | 3 | 13 | 36 | 45 | -9  |
|  | 12.  | Derendingen    | 13 | 22 | 4  | 5 | 13 | 32 | 47 | -15 |

Legenda:

      Ammessa alla fase finale per la promozione in Lega Nazionale B 1960-1961.

      Ammessa alla fase finale per la retrocessione in Seconda Lega 1960-1961.

      Retrocessa in Seconda Lega 1960-1961.

Note:
Due punti a vittoria, uno a pareggio, zero a sconfitta.

## Girone centrale

### Classifica finale
|  | Pos. | Squadra           | Pt | G  | V  | N | P  | GF | GS | DR  |
|  | ---- | ----------------- | -- | -- | -- | - | -- | -- | -- | --- |
|  | 1.   | Nordstern         | 29 | 22 | 13 | 3 | 6  | 59 | 32 | +27 |
|  | 2.   | Alle              | 27 | 22 | 10 | 7 | 5  | 42 | 29 | +13 |
|  | 3.   | Moutier           | 26 | 22 | 9  | 8 | 5  | 49 | 32 | +17 |
|  | 4.   | Old Boys Basilea  | 26 | 22 | 10 | 6 | 6  | 35 | 39 | -4  |
|  | 5.   | Concordia Basilea | 24 | 22 | 10 | 4 | 8  | 48 | 38 | +10 |
|  | 6.   | Burgdorf          | 23 | 22 | 8  | 7 | 7  | 42 | 30 | +12 |
|  | 7.   | Porrentruy        | 20 | 22 | 8  | 4 | 10 | 49 | 47 | +2  |
|  | 8.   | Baden             | 20 | 22 | 7  | 6 | 9  | 31 | 34 | -3  |
|  | 9.   | Bassecourt        | 20 | 22 | 7  | 6 | 9  | 35 | 40 | -5  |
|  | 10.  | Delémont          | 20 | 22 | 8  | 4 | 10 | 31 | 50 | -19 |
|  | 11.  | Wettingen         | 19 | 22 | 6  | 7 | 9  | 33 | 40 | -7  |
|  | 12.  | Olten             | 10 | 22 | 3  | 4 | 15 | 30 | 73 | -43 |

Legenda:

      Ammessa alla fase finale per la promozione in Lega Nazionale B 1960-1961.

      Ammessa alla fase finale per la retrocessione in Seconda Lega 1960-1961.

      Retrocessa in Seconda Lega 1960-1961.

Note:
Due punti a vittoria, uno a pareggio, zero a sconfitta.

## Girone est

### Classifica finale
|  | Pos. | Squadra           | Pt | G  | V  | N | P  | GF | GS | DR  |
|  | ---- | ----------------- | -- | -- | -- | - | -- | -- | -- | --- |
|  | 1.   | Bodio             | 32 | 22 | 13 | 6 | 3  | 42 | 26 | +16 |
|  | 2.   | Blue Stars Zurigo | 32 | 22 | 15 | 2 | 5  | 65 | 30 | +35 |
|  | 3.   | San Gallo         | 27 | 22 | 12 | 3 | 7  | 56 | 34 | +22 |
|  | 4.   | Emmenbrücke       | 25 | 22 | 11 | 3 | 8  | 43 | 46 | -3  |
|  | 5.   | Rapid Lugano      | 22 | 22 | 7  | 8 | 7  | 40 | 33 | -7  |
|  | 6.   | Red Star          | 22 | 22 | 8  | 6 | 8  | 43 | 45 | -2  |
|  | 7.   | Solduno           | 21 | 22 | 8  | 5 | 9  | 36 | 35 | +1  |
|  | 8.   | Locarno           | 20 | 22 | 8  | 4 | 10 | 33 | 42 | -9  |
|  | 9.   | Dietikon          | 18 | 22 | 7  | 4 | 11 | 41 | 42 | -1  |
|  | 10.  | Wil               | 18 | 22 | 8  | 2 | 12 | 25 | 41 | -16 |
|  | 11.  | Höngg             | 16 | 22 | 6  | 6 | 10 | 22 | 38 | -16 |
|  | 12.  | Mendrisio         | 14 | 22 | 1  | 7 | 14 | 16 | 50 | -34 |

Legenda:

      Ammessa alla fase finale per la promozione in Lega Nazionale B 1960-1961.

      Ammessa alla fase finale per la retrocessione in Seconda Lega 1960-1961.

      Retrocessa in Seconda Lega 1960-1961.

Note:
Due punti a vittoria, uno a pareggio, zero a sconfitta.

## Spareggio per il primo posto[1]
| 4 giugno 1960 | Bodio | 1 - 0 (d.t.s.) | Blue Stars Zurigo | Olten |
| 4 giugno 1960 |       |                |                   | Olten |

## Spareggi per l'undicesimo posto[2]
| 6 giugno 1960 | Wil | 0 - 3 | Dietikon | Wil |
| 6 giugno 1960 |     |       |          | Wil |

| giugno 1960 | Höngg | 3 - 6 | Wil | Zurigo |
| giugno 1960 |       |       |     | Zurigo |

| giugno 1960 | Dietikon | 1 - 1 | Höngg | Dietikon |
| giugno 1960 |          |       |       | Dietikon |

## Finali per la promozione in LNB
| 12 giugno 1960 | Martigny | 4 - 1 | Nordstern | Martigny |
| 12 giugno 1960 |          |       |           | Martigny |

| 19 giugno 1960 | Bodio | 1 - 2 | Martigny | Bodio |
| 19 giugno 1960 |       |       |          | Bodio |

| 26 giugno 1960 | Nordstern | 6 - 3 | Bodio | Langenthal |
| 26 giugno 1960 |           |       |       | Langenthal |

## Finali per la retrocessione in Seconda Lega
| 12 giugno 1960 | Bienne-Boujean | 2 - 3 | Wettingen | Bienne |
| 12 giugno 1960 |                |       |           | Bienne |

| 19 giugno 1960 | Höngg | 4 - 0 | Bienne-Boujean | Zurigo |
| 19 giugno 1960 |       |       |                | Zurigo |

| -- | Wettingen | - - - | Höngg | - |
| -- |           |       |       | - |

## Verdetti Finali
- FC Martigny-Sports	 vincitore del torneo.
- FC Martigny-Sports	 e Nordstern di Basilea promosse in Lega Nazionale B
- US Bienne-Boujean, SC Derendingen, FC Olten e Mendrisiostar retrocesse in Seconda Lega.